# Tom van Mourik

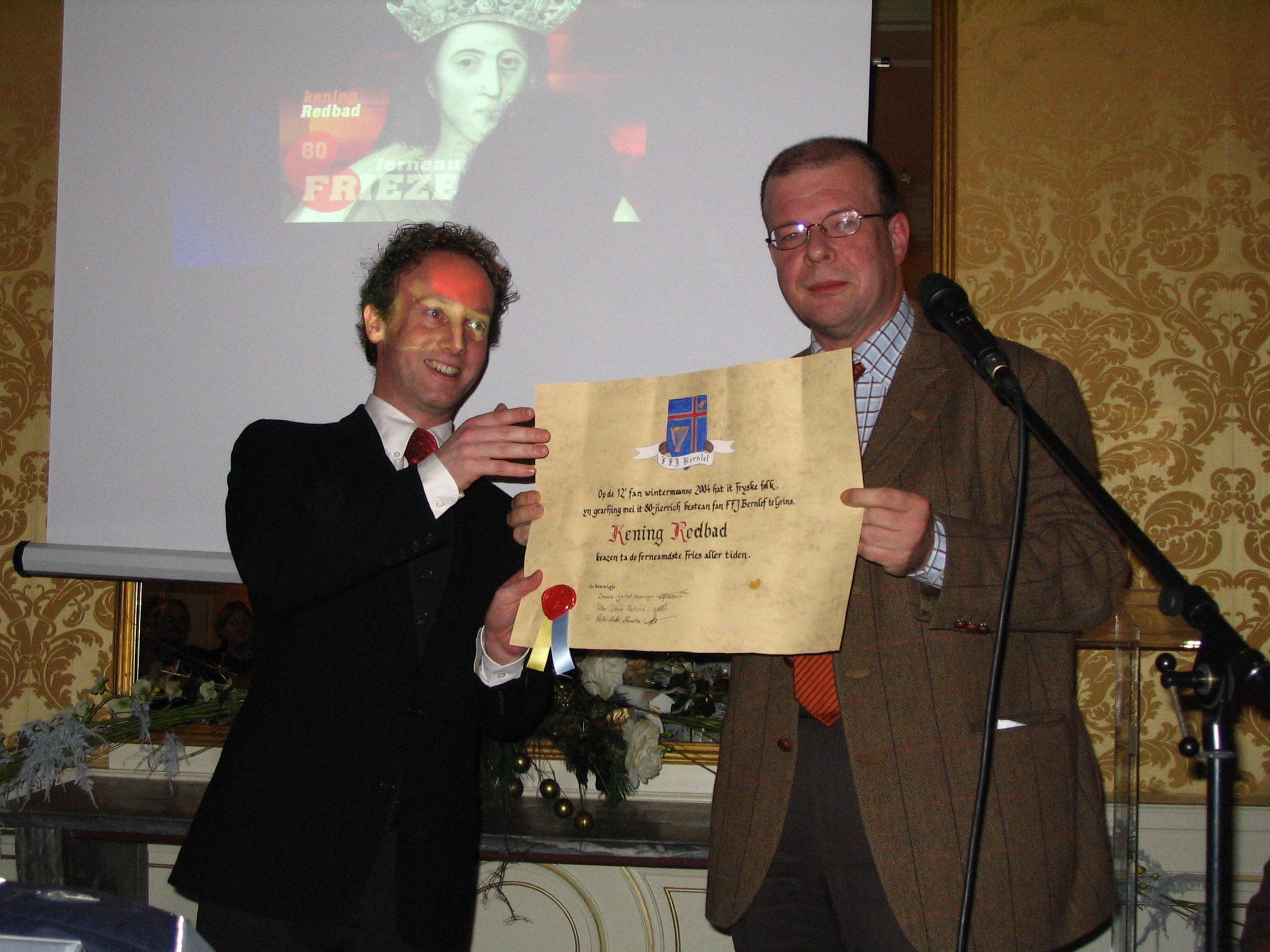
Tom van Mourik (rechts im Bild)

Tom van Mourik (* 7. März 1957 in Sneek) ist ein niederländischer Politiker der VVD.
Er wuchs in Ferwerd und Dokkum auf und arbeitete bei der Gemeinde Dokkum und Tytsjerksteradiel. Außerdem war er auch noch in der lokalen Politik tätig. So war Van Mourik seit 1998 VVD-Fraktionsvorsitzender im Gemeinderat von Leeuwarden und seit 2003 Beigeordneter was er drei Jahre blieb. März 2007 wurde er in die Provinciale Staten der Provinz Friesland gewählt, wo er auch Fraktionsvorsitzender wurde. Im selben Jahr wurde er auch Beigeordneter der Gemeinde Vlieland.
Von 2012 bis 2017 war er kommissarisch Bürgermeister von Menameradiel und von 2017 bis 2019 kommissarisch Bürgermeister von Smallingerland.